# جنگ تروآ

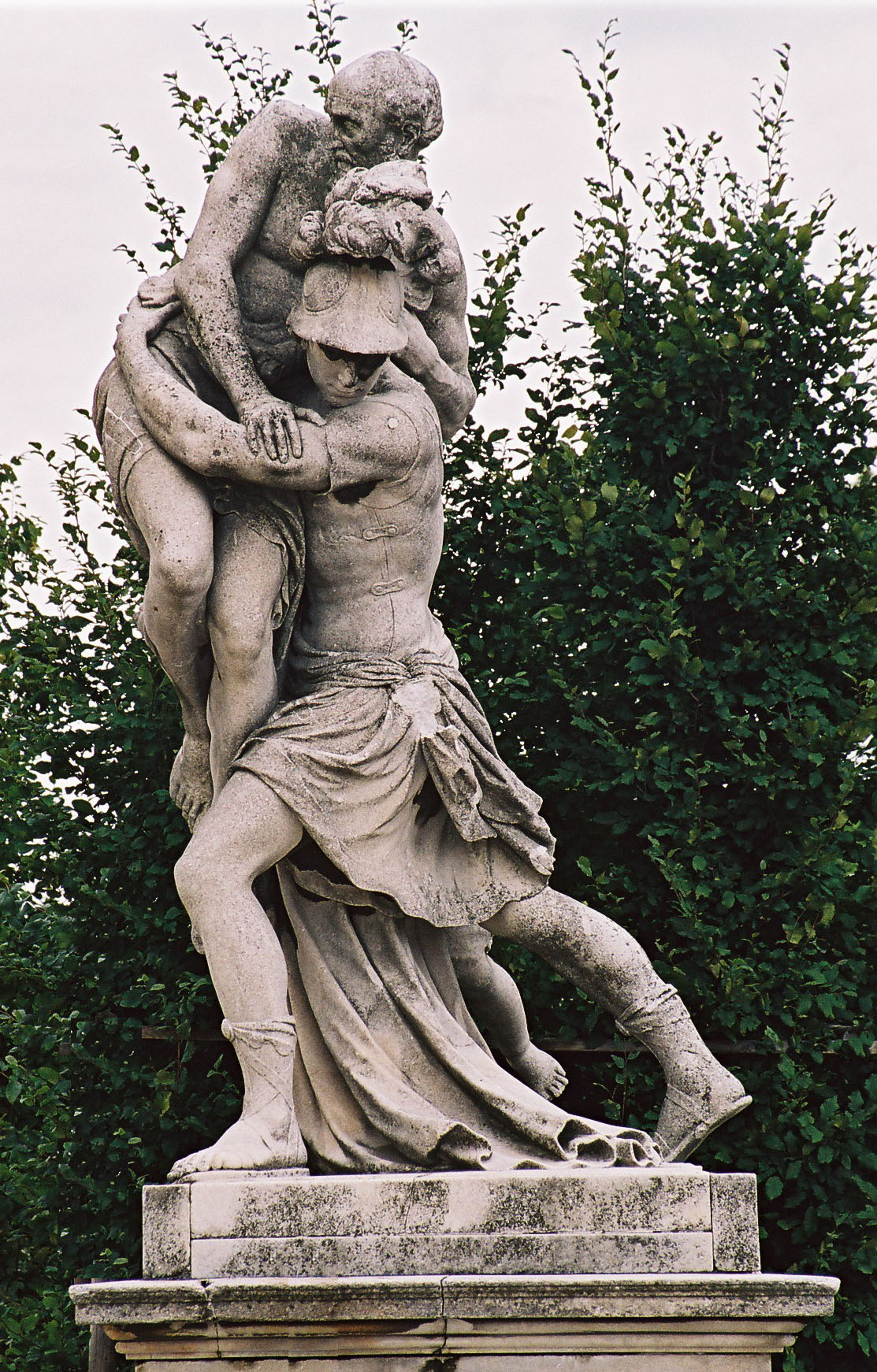
مجسمه گریز از تروآ

جنگ تروا یا جنگ تروجان (به انگلیسی: Trojan War) (سدهٔ ۱۲ یا ۱۳ یا ۱۴ پیش از میلاد) یکی از بزرگ‌ترین جنگ‌ها در اسطوره‌شناسی یونان است. نبرد بین مردم آخه‌ای‌ها و کوچ‌نشین‌های یونانی تروآ از این روی رخ داد که پاریس فرزند پریام شاه تروآ که مهمان منلائوس شاه اسپارت بود هلن همسر وی را ربود و با خود به تروآ برد.
مهم‌ترین منابع مربوط به این جنگ اثر منظوم هومر،ایلیاد در سده ۹ پیش از میلاد و آثار نویسندگان رمی ویرژیل و اووید و استاتیوس هستند. بخش‌های دیگر داستان امروز تنها در نمایش‌های بازمانده از یونان باستان به صورت ناقص یافت می‌شود. همچنین پی‌آمدهای این جنگ ۱۰ ساله هم بخش مهمی از ادبیات کلاسیک را به خود اختصاص داده‌اند.
از دیدگاه تاریخی در این که آیا این جنگ به واقع رخ داده یا نه شک‌های فراوانی وارد است.

## داستان رایج
جنگ تروا یا تروجان جنگی بود بین یونانیان (آخایی‌ها) و شهر تروا. این همه پس از آن اتفاق افتاد که پاریس تروا هلن را از شوهرش، پادشاه اسپارت منلائوس، گرفت. جنگ تروا یکی از مهم‌ترین رویدادهایی است که در اساطیر یونان رخ داده‌است و در بسیاری از آثار ادبیات یونان گفته شده‌است که برجسته‌ترین آنها ایلیاد اثر هومر است. ایلیاد دوره چهار روز و دو شب را در دهمین سال محاصره ده ساله تروا طی می‌کند. ادیسه داستان سفر اودیسه به خانه را روایت می‌کند. در چندین شعر حماسی دیگر قسمت‌های دیگر جنگ بیان شده‌است.

### پیش زمینه
آغاز جنگ تروا با پیشگویی در مورد المپیایی‌ها و مسابقه عشق الهی آغاز شد؛ یعنی سال‌ها قبل از شروع جنگ، هم پوزیدون و هم زئوس عاشق یک پری دریایی به نام ثتیس شده بودند. هر دو دوست داشتند تتیس عروس او شود. با این حال، هر دو پس از اطلاع از عواقبی که در صورت انجام چنین اقدامی در انتظارشان خواهد بود، عقب‌نشینی کردند. این نتیجه این بود که اگر پری دریایی از زئوس یا برادرانش باردار شود، پسری به دنیا می‌آید که از پدرش قوی‌تر است و سلاحی بسیار قوی‌تر از سه‌جانبه یا صاعقه در اختیار دارد. برای جلوگیری از این اتفاق، زئوس کاری انجام داد تا تتیس مجبور شود با پادشاه پلئوس ازدواج کند.
پس از مشخص شدن ازدواج تتیس، زئوس جشن بزرگی برای جشن ازدواج پلئوس و تتیس برگزار کرد که در آن همه خدایان دعوت شده بودند - به جز الهه نزاع و اختلاف، اریس. الهه از این که او را نادیده گرفته بودند آزرده خاطر شد. تصور می‌شود که کل جنگ را اریس به عنوان یک عمل انتقام‌جویانه تنظیم کرده‌است.
تئوری‌های دیگری نیز وجود دارد مبنی بر اینکه زئوس جنگ تروا را برای کشتن برخی از جمعیت - به ویژه نیمه خدایان - آغاز کرد. این به این دلیل است که زئوس روابط زیادی داشت که نتیجه آن تولد نیمه خدایان بسیاری بود و او احساس می‌کرد که زمین پر از جمعیت است و می‌خواست تا آنجا که ممکن است آن را خالی از سکنه کند؛ بنابراین، می‌گویند که او جنگ را برای این کار آغاز کرد.

### داوری پاریس
اریس هدیه خود را در میان جمعیت میهمانان عروسی پرتاب کرد. این هدیه «سیب اختلاف» نام داشت که سیب زرین بود که روی آن عبارت «برای زیباترین» حک شده بود. مدت زیادی بعد از پرتاب شدن سیب، آفرودیت، آتنا و هرا شروع به دعوا کردند که چه کسی باید سیب را داشته باشد. زئوس به تنهایی قادر به تصمیم‌گیری نبود، بنابراین الهه‌ها را برای تصمیم‌گیری به پاریس، شاهزاده تروا فرستاد. پاریس قادر به تصمیم‌گیری نبود، بنابراین الهه‌ها شروع به رشوه دادن به او کردند. اول، هرا به او پیشنهاد داد که اگر او را انتخاب کند، قدرت سیاسی و تاج و تختی به او بدهد. سپس آتنا در نبرد به او خرد و مهارت داد.
سرانجام، آفرودیت به پاریس قول زیباترین زن جهان، هلن اسپارتی را داد. پاریس بدون تردید، آفرودیت را انتخاب کرد. با این حال، هلن قبلاً با منلائوس، پادشاه اسپارت ازدواج کرده بود؛ بنابراین، پاریس، تحت پوشش یک مأموریت دیپلماتیک، به اسپارت رفت تا هلن را از خانه اش برباید تا بتواند او را با خود به تروآ بازگرداند. قبل از اینکه هلن بتواند برای دیدن پاریس به او نگاه کند، توسط کوپیدو با یک تیر مورد اصابت قرار گرفت و در همان لحظه ای که او را دید عاشق پاریس شد.

## جناح‌بندی

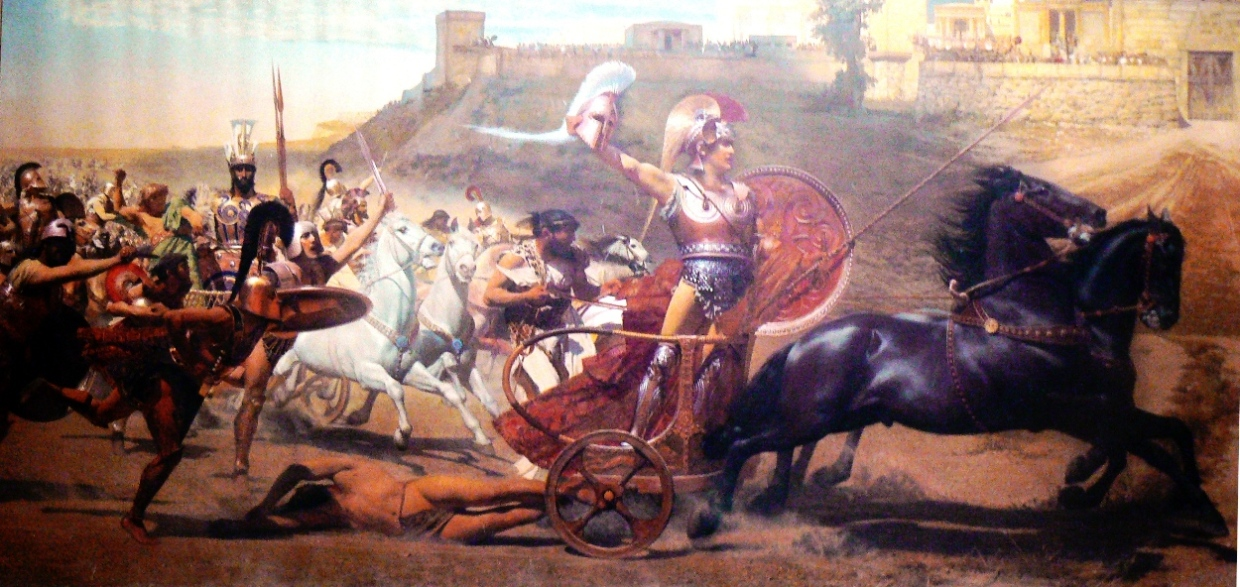
شرح: در سال ۱۸۹۲، نقاش فرانتس ماتش، پیروزی آشیل را در حالی که جسد هکتور را در جنگ تروا به دنبال خود می‌کشید، نقاشی کرد.

در جناح یونان:آگاممنون، منلائوس شاه اسپارت، آشیل (پسر ثتیس)، اودیسه، آیاس، آتنا، هفائستوس، هرا، هرمس و پوزئیدون، از آنجائیکه پاریس آفرودیت را برگزید، باعث شد تا در نبرد تروا هرا و آتنا به پشتیبانی از یونانیان بر ضد تروجان‌ها برخیزند.
در جناح تروجان: شاه پریاموس، ملکه هکابه، پسر ارشد شاه هکتور، دومین پسر شاه تروآ پاریس، آئنیاس، آفرودیته (در روم ونوس شناخته می‌شود)، آپولون، آرس، آرتمیس و زئوس

### محاصرهٔ ده ساله
می‌توان گفت که جنگ تروا مدت کوتاهی پس از ربوده شدن هلن آغاز شد. این به این دلیل است که شوهر هلن، منلائوس، برادرش آگاممنون را مجبور کرد تا برای یافتن او و بازگرداندن او، سفری را رهبری کند. آگاممنون توانست دیگر قهرمانان یونانی مانند اودیسه، آژاکس، نستور و آشیل را به همراهی او در این ماجراجویی بیاورد.
منلائوس وقتی خبردار شد، به دیدن برادرش آگاممنون رفت و از او خواست از کلّ یونان هزار کشتی گرد آورد و به تروآ حمله کند. آگاممنون پذیرفت و هزار کشتی در ساحل تروا نشست.

### هکتور
هکتور یکی از بهترین جنگجوها در کلّ آسیای غربی، برادر پاریس پسر شاه پریام بود که به‌دست آشیل بزرگ کشته شد.

### آشیل(آخیلوس)
طبق افسانه‌ها بهترین جنگجوی جهان. مادرش ایزد بانو تتوس، او را در کودکی در رود استوکس غوطه‌ور کرد به همین ترتیب آشیل رویین‌تن شد. بجز پاشنهٔ پایش که تتوس گرفته بود. او در جنگ تروآ شرکت داشت.

#### مرگ هکتور، پاریس و آشیل
سپس در نبردی بین سپاهیان تروی و یونان، پاتروکلوس، پسرعموی آشیل، زره آشیل را پوشید و به جنگ رفت و به دست هکتور کشته شد. آشیل برای انتقام، تنها جلوی دروازهٔ تروا با هکتور جنگید و هکتور را کشت و جسد او را به ارابهٔ‌اش بست و در تمام طول راه به دنبال خود کشاند اما سرانجام به خواهش شاه پریام، جسد هکتور را به مردم تروا تحویل داد تا در مراسم آبرومندانه‌ای سوزانده شود. در جنگی دیگر، پاریس در اقدامی به موقع و دقیق آشیل را با زدن تیر به پاشنهٔ پا کشت. خود او به روایتی در همان جنگ کشته شد.

### اسب تروا
جنگ تروا که با نبردها و زد و خوردها همراه بود، ده سال به طول انجامید.
در سال دهم نبرد، هنگامی که هیچ‌کدام بر دیگری برتری نیافته بودند، اودیسه (به فرانسوی اولیس) به یکی از جنگاوران پیشنهاد کرد که اسبی غول پیکر از چوب بسازند و حدود ۳۰ تن از جنگجویان یونانی را در آن جا قرار دهند. بقیه سوار کشتی‌ها شده، و پنهان شوند.
وقتی ساحل خالی شد، مردم تروا فکر کردند که پیروز شده‌اند و به بیرون ریختند. آنها فکر کردند که آن اسب غول پیکر، هدیه‌ای از یونانی هاست. پس آن را به داخل شهر آوردند و جشن و پایکوبی کردند.
سرانجام زمانی که یونانی‌ها از اردوگاه عقب‌نشینی کردند و اسب چوبی بزرگی را در خارج از دروازه‌های تروا پشت سر گذاشتند، پایان یافت. در داخل تروا، بحث‌های زیادی در مورد اینکه آیا باید اسب چوبی را به داخل بیاورند، از جمله هشدارهای بی‌توجه توسط کاساندرا، دختر پریام وجود داشت - در نهایت، اسب به شهر آورده شد. اسب چوبی نقشه ای بود که ادیسه برای پایان دادن به جنگ ساخته بود. اسب چوبی به گونه ای طراحی شده بود که وسط آن گود باشد تا سربازان بتوانند در داخل آن پنهان شوند و سپس در مقابل شهر تروا چرخانده شد. پس از اینکه اسب تروا در دروازه‌ها رها شد، یونانی‌ها از تروا به جزیره تندوس رفتند و یک مأمور دوگانه به نام سینون را پشت سر گذاشتند. او توانست ترواها را متقاعد کند که یونانی‌ها از جنگ عقب‌نشینی کرده‌اند و اسب هدیه‌ای است که در نهایت ثروتی به تروجان‌ها می‌دهد.

### پیروزی یونان
در آن شب، یونانی‌ها زیر پوشش تاریکی از اسب بیرون می‌آیند و دروازه‌های تروا را می‌گشایند تا بقیه لشکر به داخل شهر راه یابند. یونانیان تروآ را غارت کردند. شاه پریام، پسران و نوه‌هایش را کشتند. و زنان شهر را به بردگی کشاندند.

### کتابشناسی
- Wood, Michael. In Search of the Trojan War. Berkeley: University of California Press، 1998 (paperback, ISBN 0-520-21599-0); London: BBC Books، 1985 (ISBN 0-563-20161-4).